# Edwin Torres
Pour les articles homonymes, voir Torres.
Edwin Torres est un juge de la Cour suprême de New York et écrivain américain né le 7 janvier 1931 à Manhattan. Sa formation juridique nourrit son œuvre, notamment Carlito's Way et After Hours, qui serviront de base au film L'Impasse de Brian De Palma.

## Biographie
Edwin Torres naît en 1931 à New York de parents d'origine portoricaine, et grandit dans le quartier El Barrio à Manhattan.  Il étudie à la Stuyvesant High School et au City College of New York.  Il se dirige vers une carrière dans le droit sous les conseils de son père, en étudiant au Brooklyn Law School avant d'être admis au barreau de l'État de New York en 1958,.
En 1977, il est nommé à la Cour criminelle de New York.  Il est ensuite élu à la Cour suprême de New York en 1980 où il représente le douzième district judiciaire jusqu'à sa retraite en 2008.  Il préside de nombreux procès pour meurtres médiatisés et acquiert une réputation de juge éloquent et sévère,.

## Œuvres
- 1975 : Carlito's Way  (ISBN 978-0-8415-0408-0)
- 1977 : Q & A  (ISBN 978-0-8037-7312-7)
- 1979 : After Hours  (ISBN 978-0-8037-0159-5)

## Adaptations cinématographiques
- 1990 : Contre-enquête (Q & A) de Sidney Lumet
- 1993 : L'Impasse (Carlito's Way) de Brian De Palma
- 2005 : L'Impasse : De la rue au pouvoir (Carlito's Way: Rise to Power) (vidéo) de Michael Bergman